# Ogcodes armstrongi
Ogcodes armstrongi este o specie de muște din genul Ogcodes, familia Acroceridae. A fost descrisă pentru prima dată de Paramonov în anul 1957. Conform Catalogue of Life specia Ogcodes armstrongi nu are subspecii cunoscute.